# Trichosporum terrestre
Trichosporum terrestre är en svampart som beskrevs av Saito. Trichosporum terrestre ingår i släktet Trichosporum och familjen Piedraiaceae.   Inga underarter finns listade i Catalogue of Life.